# 山上正太郎
山上 正太郎（やまのうえ しょうたろう、1919年 - 2010年）は、日本の歴史学者、電気通信大学名誉教授。西洋史専攻。

## 来歴
岡山県岡山市生まれ。東京帝国大学文学部西洋史学科卒業。学習院大学助教授、電気通信大学教授、1983年定年退官、名誉教授。第一次世界大戦、第二次世界大戦、フランス革命などを研究した。

## 著書
- 『近世ヨーロッパの誕生』（大地書房） 1949
- 『自由と平等を求めて』（国民図書刊行会、絵で見る世界史5） 1956
- 『二つの世界大戦』（筑摩書房、世界史の人びと7） 1956
- 『フランスの歴史 』（白水社） 1959
- 『ウィンストン・チャーチル 二つの世界戦争』（誠文堂新光社、歴史の人間像） 1960
- 『チャーチル 第二次世界大戦の指導者』（清水書院、センチュリーブックス） 1972、のち 改題『チャーチルと第二次世界大戦』
- 『第二次世界大戦 戦時外交と指導者』（教育社歴史新書） 1979.11
- 『第一次世界大戦 忘れられた戦争』（社会思想社、現代教養文庫） 1985.11、のち講談社学術文庫
- 『第二次世界大戦 忘れ得ぬ戦争』（社会思想社、現代教養文庫） 1986.12、のち講談社学術文庫
- 『チャーチル ド・ゴール ルーズヴェルト ある第二次世界大戦』（社会思想社） 1989.8
- 『ナポレオン・ボナパルト』（社会思想社） 1994.4
- 『二つの世界大戦 サラエボからヒロシマまで』（社会思想社） 1995.10
- 『フランス革命とひとりの女性 メアリ・ウルストンクラーフトの生涯』（社会思想社） 1997.10
- 『歴史・人間・運命』（文元社、山上正太郎歴史叙述集1 - 2） 2000.1
- 『冷たい戦争 歴史・人間・運命』（文元社） 2003.12、のち改題『冷戦』

### 共編著
- 『ヨーロッパの天才たち』（矢田俊隆共編、創芸社） 1950
- 『女性西洋史』（養徳社） 1951
- 『世界史潮 現代の理解のために』（野原四郎、井上幸治共編著、日本出版協同） 1953.6
- 『ルネサンスの開花』（河出書房新社、西洋史物語） 1959
- 『戦雲のヨーロッパ』（河出書房新社、西洋史物語） 1959
- 『エルベの誓い』（河出書房新社、西洋史物語） 1959
- 『教養人の世界史 下 近代・現代』（岩間徹共著、社会思想社、現代教養文庫） 1964
- 『ヨーロッパの目ざめ』（赤井彰共著、集英社、世界の歴史7） 1968
- 『君主制の栄え』（大野真弓共著、集英社、世界の歴史9） 1968
- 『自由と解放の波』（清水博共著、集英社、世界の歴史10） 1968
- 『大戦と戦後の世界』（宍戸寛共著、集英社、世界の歴史12） 1968
- 『帝国主義への道』（石橋秀雄共著、集英社、世界の歴史11） 1969
- 『文芸復興の時代』（赤井彰, 相田重夫共著、社会思想社、現代教養文庫、世界の歴史7） 1974

## 翻訳
- 『小さき肖像画 伝記文学集』（ストレイチー、地平社） 1943
- 『フランス革命』（ポール・ニコル、金沢誠共訳、白水社、文庫クセジュ） 1951
- 『近代市民社会の形成 フランス・ブルジョワジーの起源』（レジーヌ・ペルヌー、白水社、文庫クセジュ） 1954
- 『黒シャツ党のローマ進軍』（アンドレ・ファルク、筑摩書房、世界ノンフィクション全集） 1962
- 『第二次世界戦争 1935 - 1945』（ロジェ・セレ、白水社、文庫クセジュ） 1965
- 『大革命の女性たち』（ミシュレー、三宅徳嘉共訳、角川書店、世界の人間像） 1966